# Інгольштадт 04
«Інгольшта́дт 04» (нім. «FC Ingolstadt 04») — німецький футбольний клуб з Інгольштадта. Заснований 5 лютого 2004 року.

## Історія
Історія однієї зі старіших футбольних команд Німеччини вібрала чимало історичних віх самої Німеччини. Від часів створення спортивних гуртків, до спортивного товариства, а вже поготів і до професійного клубу.

## Атрибути
«Інгольштадт 04» клуб більш як зі столітньою історією, тож за цей час назбиралося чимало утверджених футбольних забобонів та атрибутів (як вболівальницьких так і футбольних), які, з роками, то прибавлялися, то  видозмінювалися.

## Досягнення
- Чемпіон Другої Бундесліги: 2014-2015.

### Спортивна інфраструктура
Окрім головного виду спорту (футболу) в спортивному клубі культивуються ще й інші види спорту, в яких спортовці «Інгольштадт 04» добивалися значних спортивних успіхів в різних турнірах-змаганнях:
- Легка атлетика:
- Баскетбол (чоловіки): представлена командою вищого дивізіону Баєр Джайнтс Леверкузен (Bayer Giants Leverkusen),
- Бокс:
- Футбол (жінки):
- Гандбол (жінки):
- Волейбол (жінки):